# Моклакан
Моклака́н — село в западной части Тунгиро-Олёкминского района Забайкальского края России. Находится на межселенной территории района.

## География
Расположено на левом берегу реки Верхняя Мокла. До районного центра, села Тупик, 128 километров по автозимнику.

## История
В 1930-х годах в селе размещалась центральная усадьба колхоза им. «Победа», затем оленеводческо-промысловой совхоз «Моклаканский».

## Население
| 1989 | 2002 | 2010 | 2021 |
| ---- | ---- | ---- | ---- |
| 184  | ↘116 | ↘71  | ↘67  |

Национальный состав
В 2002 году в селе насчитывалось 116 жителей, из них 89 эвенков.

## Разное
Входит в Перечень населенных пунктов Забайкальского края, подверженных угрозе лесных пожаров